# Coppa del Mondo di skeleton 1994
La Coppa del Mondo di skeleton 1993/94, ottava edizione della manifestazione organizzata dalla Federazione Internazionale di Bob e Skeleton, è iniziata il 5 dicembre 1993 a Winterberg, in Germania, e si è conclusa il 28 gennaio 1994 a Sankt Moritz, in Svizzera. Furono disputate quattro gare nel singolo uomini in altrettante differenti località.
Al termine della stagione si tennero anche i campionati mondiali di Altenberg 1994, in Germania, competizione non valida ai fini della Coppa del Mondo.
Vincitore della coppa di cristallo, trofeo conferito al vincitore del circuito, fu l'austriaco Christian Auer, alla sua quarta affermazione nel massimo circuito mondiale.

## Calendario
| Località     | Data              | Uomini   |          |
| ------------ | ----------------- | -------- | -------- |
| Winterberg   | 5 dicembre 1993   | ●        |          |
| La Plagne    | 13 dicembre 1993  | ●        |          |
| Igls         | 22 gennaio 1994   | ●        |          |
| Sankt Moritz | 28 gennaio 1994   | ●        |          |
| Altenberg    | 5-6 febbraio 1994 | Mondiali | Mondiali |
| Totale       | Totale            | 4        |          |

## Risultati
| Data             | Località     | Primi classificati     | Secondi classificati   | Terzi classificati         |
| ---------------- | ------------ | ---------------------- | ---------------------- | -------------------------- |
| 5 dicembre 1993  | Winterberg   | Christian Auer Austria | Franz Plangger Austria | Martin Thaler Austria      |
| 13 dicembre 1993 | La Plagne    | Christian Auer Austria | Andi Schmid Austria    | Michael Grünberger Austria |
| 22 gennaio 1994  | Igls         | Franz Plangger Austria | Andi Schmid Austria    | Willi Schneider Germania   |
| 28 gennaio 1994  | Sankt Moritz | Andi Schmid Austria    | Christian Auer Austria | Willi Schneider Germania   |

## Classifica
| Pos. | Nome pilota        | Nazione  | WIN | LAP | IGL | STM | Punti |
| ---- | ------------------ | -------- | --- | --- | --- | --- | ----- |
| 1    | Christian Auer     | Austria  | 1   | 1   | 4   | 2   | 171   |
| 2    | Andi Schmid        | Austria  | 4   | 2   | 2   | 1   | 168   |
| 3    | Franz Plangger     | Austria  | 2   | 4   | 1   | 4   | 165   |
| 4    | Willi Schneider    | Germania | 8   | 7   | 3   | 3   | 151   |
| 5    | Michael Grünberger | Austria  | 7   | 3   | 5   | 7   | 150   |
| 6    | Martin Thaler      | Austria  | 3   | 6   | 6   | 9   | 148   |
| 7    | Ryan Davenport     | Canada   | 5   | 5   | 10  | 15  | 137   |
| 8    | Jürg Wenger        | Svizzera | 15  | 13  | 7   | 6   | 131   |
| 9    | Renato Bussola     | Italia   | 9   | 9   | 8   | 19  | 127   |
| 10   | Frank Fijakowski   | Germania | 11  | 12  | 14  | 10  | 125   |